# Their Satanic Majesties' Second Request
Their Satanic Majesties' Second Request je čtvrté studiové album americké psychedelicko-rockové kapely The Brian Jonestown Massacre. Vyšlo v červnu roku 1996 u vydavatelství Tangible and a dostribuováno bylo vydavatelstvím Bomp! Records. Album je druhým v pořadí ze tří dlouho hrajících desek vydaných kapelou během roku 1996.

## Nahrávání
Their Satanic Majesties' Second Request bylo nahráno v roce 1995 ve studiích Bloody Angle.

## Obsah
Hudba a název alba je ovlivněna albem kapely The Rolling Stones Their Satanic Majesties Request, které vyšlo v roce 1967.
Na albu je patrný příklon k psychedelii šedesátých let a vliv kapely The Rolling Stones. Na desce byla použita řada nástrojů, které byly typické pro psychedelické kapely šedesátých let: sitar, mellotron, farfisa, didgerida, bubínky, a zvonkohra. První písní alba All Around You (Intro), vzdávají hold Stonům a zvou všechny posluchače na společný psychedelický výlet.
Písní "Donovan Said" odkazují na skladbu písničkáře Donovana "The Fat Angel" a ve které napodobují jeho zpěv v 3/4 rytmu.
Jason Ankeny na AllMusic napsal: "jejich hudba je moc dobrá na to, aby byla považována jako revivalový počin, a dost kvalitní na to, aby byla kopírkou jejích předchůdců – samotní Stones už několik let nenatočili tak silnou a zábavnou nahrávku".

## Seznam skladeb
Všechny písně na albu složil Anton Newcombe, kromě písní "No Come Down" a "Miss June '75", které napsal Matt Hollywood.
Strana A
1. "All Around You (Intro)" – 5:35
2. "Cold to the Touch" – 3:20
3. "Donovan Said" – 4:42
4. "In India You" – 3:40

Strana B
1. "No Come Down" – 5:48
2. "(Around You) Everywhere" – 0:56
3. "Jesus" – 6:30
4. "Before You" – 1:59
5. "Miss June '75" – 7:33

Strana C
1. "Anenome" – 5:34
2. "Baby (Prepraise)" – 0:30
3. "Feelers" – 5:27
4. "Bad Baby" – 8:22

Strana D
1. "Cause, I Lover" – 1:17
2. "(Baby) Love of My Life" – 1:06
3. "Slowdown (Fuck Tomorrow)/Here It Comes" – 6:46
4. "All Around You (Outro)" – 4:48

## Obsazení
- Anton Newcombe – kytara, sitar, klávesy, zpěv
- Jeffrey Davies - guitar
- Matt Hollywood - bass, kytara, zpěv
- Dean Taylor – kytara
- Joel Gion – perkuse
- Brian Glaze – bicí
- Mara Keagle – kytara, perkuse, zpěv ("Anenome")